# Česká komora architektů
Česká komora architektů (ve zkratce ČKA) je veřejnoprávní subjekt, jehož posláním je vytvářet podmínky pro co nejsprávnější výkon povolání – profese architekta, urbanisty, krajinářského architekta, potažmo projektanta pozemních staveb nebo parků – jako „svobodného povolání“ s cílem snižovat rizika pro všechny účastné strany. Hlavním a prvním úkolem je ověřit odborné schopnosti a připravenost osob vykonávat povolání.
Její sídlo je v Praze a má pobočku v Brně.

## Poslání
Jedním z hlavních úkolů, který má plnit, je vytváření správných a rovnovážných vztahů mezi účastníky procesu navrhování staveb, územním plánováním a jejich následné realizace. Profese architekta je vykonávána na rozhraní veřejných a soukromých zájmů. Veřejné zájmy mohou být v případě jejich porušení velmi vážný dopad na jednotlivce, společnost nebo veřejný prostor. Někdy mohou být i nevratné. Na místě je tedy vysoce odborné usměrnění jejich výkonu. Tyto aktivity je ČKA pověřena vykonávat ve vzájemné dělbě práce mezi ní a Českou komorou autorizovaných inženýrů a techniků činných ve výstavbě (ČKAIT). Komory byly zřízeny zákonem a převaha jejich úkolů je veřejnoprávní podstaty. Vedle poslání chránit veřejný zájem, je doprovodným úkolem dbát o vysokou stavební kulturu, i když jiné pospolitosti i jednotlivci jsou s ohledem na povahu věci a větší spontaneitu pro takový úkol disponovány lépe.

## Vznik
Česká komora architektů vznikla z nové motivace (po roce 1989) spojené s touhou vytvořit prostředí pro řádný výkon náročných povolání, která mají značný dopad na veřejný život, veřejný prostor a dotýkají se zájmů téměř všech obyvatel i společnosti jako funkčního celku.

## Charakter
ČKA je subjektem veřejného práva (v jednom ohledu orgánem veřejné moci) – není tedy dobrovolným ani nedobrovolným spolkem sdružujícím osoby stejné profese na základě společných zájmů. Taková představa ač častá není správná. V první řadě jde o neomezenou sumu autorizovaných osob, u kterých byly zkouškami ověřeny schopnosti vykonávat povolání, jež vyžaduje veřejnou regulaci, a byly autorizovány. Teprve druhotně (i když ve stejný okamžik) se tyto osoby stávají členy Komory, proto aby výkon svěřených úkolů probíhal v demokratickém prostředí, podléhal demokratickému a veřejnému ověření, přičemž byl vykonáván k tomu povolanými kvalifikovanými osobami.
Numerus clausus nesmí být uplatňován.

## Autorizace
Autorizace je ověření odborných, profesionálních schopností a dovedností a morálních vlastností (bezúhonnost) po předepsané tříleté praxi. Zjišťuje se v průběhu veřejné zkoušky, na které spolupracují Česká komora architektů a stát. Obsah zkoušky je dán zákonem, vnitřními řády a zvyklostmi lege artis. Je obdobou atestace u lékařů a justiční či advokátní zkoušky u právníků. Výsledkem úspěšně vykonané zkoušky a po předepsaném slibu je vystavení osvědčení o autorizaci, které se stává součástí veřejného rejstříku. Komora za společnost garantuje, že autorizované osoby ovládají alespoň v minimální míře odbornost tak aby se nestaly rizikem pro dotčené strany.
Projektovou dokumentaci pro stavby (vybrané činnosti ve výstavbě) smějí vykonávat jen a pouze autorizované osoby a to výlučně osobně. Pro tento účel stvrzují dokumentaci úředním razítkem se státním znakem.

## Historie
Česká komora architektů vznikla přijetím zákona č. 360 na 37. schůzi České národní rady 12. května 1992 (jako jedna z posledních profesních komor) a na základě dlouhodobého restitučního procesu, který byl zahájen neformálními rozpravami již před „sametovou revolucí“. Její předchůdkyní byla Komora civilních inženýrů (1913–1951), jež měla sekci architektů.
Nedemokratický režim před rokem 1989 zrušil profesní komory již ve svém počátku a nedovolil svobodný výkon vysoce kvalifikovaných povolání v samosprávném modelu. Profesní komory likvidoval ihned na počátku 50. let.
V době nesvobody nesměly fyzické osoby samostatně projektovat, to mohly pouze právnické osoby – tzv. „socialistické organizace“ pak tedy motivace, zodpovědnost i kreativita, která je vlastní jen individuálním osobám, se téměř vytratila.
První úvahy o obnovení komor se vynořily z popudu V.Havla a M.Masáka v prostředí libereckého ateliéru SIAL, v bytě architekta O.Binara a za účasti K.Hubáčka již v zimě roku 1986.

## Zákonné vymezení
Odbornou činnost autorizovaných osob a s tím spojenou činnost vymezuje zákon č. 360 z roku 1992, který prošel několika novelami v součinnosti se zákonem stavebním (§ 158).

## Výkon veřejné správy
Česká komora architektů vykonává jako orgán veřejné správy ověření odborné způsobilosti osvědčenou autorizací a vede registr těchto autorizací v řádném režimu (podobně, jako jsou vedeny jiné obdobné veřejné registry a rejstříky – živnostenský rejstřík, obchodní rejstřík). Tento úkol veřejného zájmu na ČKA přenesl stát v delegaci své suverenity zákonem ZvpAIT č. 360/92 Sb. a na základě ústavního zmocnění dle čl. 26 odst. 3 LPS.

## Vnější vztahy
Dle jejich úkolů jedná ČKA pravidelně s orgány veřejné správy, zejména ministry a jejich úřady a účastní se hlasem poradním legislativního procesu. Je členem mezinárodních organizací ACE, EFAP a UIA a jejich prostřednictvím komunikuje s Evropskou komisí. Spolupodílí se na akreditaci vysokých škol v oborech její působnosti.
Udržuje také četné a dělné kontakty s ostatními profesními komorami.

## Demokratické procesy v Komoře
Komora je zároveň samosprávnou organizací. Osoby, které jsou již autorizovány, se vzápětí (respektive ve stejný moment) staly i členy Komory a získaly tak práva spravovat na základě uznaných demokratických pravidel společné věci, vydávat podzákonné právní normy (vnitřní řády Komory) a převzít na sebe práva a povinnosti, které z toho vyplývají.

## Veřejný zájem
Jedním z dalších úkolů veřejného zájmu je kontrola soutěží na poli projektování: Jako pověřený subjekt dbá na transparentnost a férovost jednoho z nejstarších soutěžních nástrojů – architektonické soutěže, což je speciální forma soutěže o návrh. Dle své zkušenosti sleduje i transparenci ostatní druhů soutěží a výběrových řízení v projektování a stavitelství.

## Urbanismus
K profesi architekta nedílně patří také navrhování měst, urbanismus a územní plánování. Komora se stará i o výkon povolání krajinářských architektů a architektů činných na poli krajinného plánování.

## Struktura
Komora má tyto orgány:
- valnou hromadu – všechny autorizované osoby, které se dostaví
- představenstvo (12 členů)
- předsedu (+ 1. a 2. místopředsedu), který je mluvčím Komory a zastupuje ji navenek
- dozorčí radu (9 členů)
- stavovský soud (9 členů)
- autorizační radu (8 členů - jmenovaný orgán činný na pomezí státní správy a samosprávy)

## Přehledy
Česká komora architektů se prokazuje poměrně citelnou dynamikou demokratických procesů a zřetelnou personální obměnou personálního složení orgánů. Každoročně je volena nová 1/3 všech orgánů a jejich regionální původ (plošné rozložení na území státu) je obstaráván třemi základními volebními obvody (Praha, Čechy, Morava) v korelaci a největší početní seskupení AA. Za 18 let existence se v jejím čele vystřídalo 5 předsedů, tedy jeden na přibližně 3,6 roku. Předseda je volen vždy na 1 rok. Citelnější je obměna na čele dalších orgánů komory stavovského soudu a dozorčí rady.
Ve všech orgánech se vystřídalo za dobu existence doposud více než 111 osob.

## Působnost autorizovaných architektů dle krajů
| Praha | 1745 | Brno | 716 |

| Kraj                 | Počet autorizovaných architektů |
| -------------------- | ------------------------------- |
| Hlavní město Praha   | 1745                            |
| Středočeský kraj     | 293                             |
| Jihočeský kraj       | 169                             |
| Plzeňský kraj        | 101                             |
| Karlovarský kraj     | 50                              |
| Ústecký kraj         | 150                             |
| Liberecký kraj       | 104                             |
| Královéhradecký kraj | 141                             |
| Pardubický kraj      | 91                              |
| Kraj Vysočina        | 79                              |
| Jihomoravský kraj    | 726                             |
| Olomoucký kraj       | 145                             |
| Moravskoslezský kraj | 257                             |
| Zlínský kraj         | 45                              |

| ČESKÁ REPUBLIKA    | 3946 |
| ČECHY              | 2672 |
| MORAVA (a Slezsko) | 1274 |